# Boehmeria spicata
Boehmeria spicata là loài thực vật có hoa trong họ Tầm ma. Loài này được (Thunb.) Thunb. mô tả khoa học đầu tiên năm 1794.